# Хокејашка лига Србије и Црне Горе
Хокејашка лига Србије и Црне Горе билa је највише хокејашко такмичење у Републици Србији и Црној Гори, у организацији Хокејашког савеза Србије и Црне Горе.
Лига је настала 2003. године после стварања нове државе Србије и Црне Горе. Прво првенство Србије и Црне Горе одржано је у сезони 2003/04., а освојила га је Војводина. Током трајања лиге Србије и Црне Горе по једну титулу освојили су Војводина, Црвена звезда и Партизан. Лига је укупно имала три сезоне а престала је да постоји 2006. након растављања Србије и Црне Горе.

## Клубови
| Клуб          | Град     | Арена                 | Капацитет | Основан |
| ------------- | -------- | --------------------- | --------- | ------- |
| Војводина     | Нови Сад | СПЕНС                 | 1,000     | 1957    |
| Црвена звезда | Београд  | Ледена дворана Пионир | 2,000     | 1946    |
| Партизан      | Београд  | Ледена дворана Пионир | 2,000     | 1948    |
| Спартак       | Суботица | Градско клизалиште    | 500       | 1945    |
| Нови Сад      | Нови Сад | СПЕНС                 | 1,000     | 1998    |

## Победници свих првенстава
| Сезона  | Шампион       | Вицешампион   |
| ------- | ------------- | ------------- |
| 2003/04 | Војводина     | Црвена звезда |
| 2004/05 | Црвена звезда | Војводина     |
| 2005/06 | Партизан      | Црвена звезда |

## Успешност тимова
| Клуб          | Бр. титула | Сезоне  |
| ------------- | ---------- | ------- |
| Војводина     | 1          | 2003/04 |
| Црвена звезда | 1          | 2004/05 |
| Партизан      | 1          | 2005/06 |